# Publicidade infantil
Marketing infantil é um termo usado para se referir ao marketing de produtos e serviços voltados ao público infantil. Apesar de quase sempre a criança depender da família para financiar suas compras, dependendo de sua faixa etária, ela pode assumir diferentes papéis de compra: apenas consumidora, influenciadora da compra ou até ser considerada decisora, mesmo que o recurso venha da família. A criança pode ser abordada também como público futuro de determinado produto ou serviço.
Vários países têm buscado regular a atividade de marketing infantil para evitar abusos. Em alguns, qualquer comunicação publicitária voltada diretamente à criança é proibida. No entanto, há várias formas possíveis de relacionamento com a criança e a sua família que fazem parte das ferramentas promocionais utilizadas pela área. Além disso, o marketing também se ocupa de fornecer subsídios para o adequado desenvolvimento dos produtos ou serviços, sua precificação e distribuição. 

## Socialização do consumo
A socialização é um processo pelo qual as crianças aprendem a estar e a comportar-se no grupo e na sociedade a que pertencem. Desde que nascem as crianças recebem as influências dos pais e de outros agentes próximos, dando-lhes a conhecer o mundo em que vivem e as regras por que se regem.
Ao nível do consumo, as crianças são confrontadas com outros agentes de socialização que, conjuntamente com o seu desenvolvimento cognitivo, lançam as crianças para o mercado de consumo.
A socialização pode ser definida como «o processo através do qual os indivíduos aprendem a desempenhar efetivamente o seu papel na sociedade» (Brée, 1990:44). 
As crianças são consideradas maioritariamente como influenciadoras e prescritoras, e muito pouco como um consumidor autónomo (McNeal, 1993; Guber & Berry, 1995). Todavia, é com a entrada na instituição escolar que elas experimentam o papel de consumidor em várias categorias de produtos. Sempre à procura de novidades, à procura da sua identidade e de pontos de
referência, as crianças constituem uma população muito volátil. Na verdade, elas encontram-se confrontadas com inúmeras influências que podem explicar estas mudanças: o ambiente escolar, o professor, o circulo de amigos (pares), os pais, a televisão e os novos media (internet), a evolução da moda, etc...
A aprendizagem social, necessariamente associada ao desenvolvimento cognitivo, tem um papel fundamental na transformação das crianças em prescritoras e em consumidores ativos.
Os estudos de Piaget, que são uma referência incontornável para o conhecimento do universo cognitivo das crianças, opõem-se à teoria da aprendizagem social enunciada por Calder, Robertson & Rossiter (1975), segundo os quais o desenvolvimento intelectual das crianças depende, antes de mais, das suas experiências anteriores. 
A socialização do consumo pode ser entendida como um processo através do qual as crianças adquirem capacidades, conhecimentos e atitudes para exercer o papel de consumidores no mercado (Ward, 1974). Este conceito fundamenta-se na teoria da aprendizagem social e na teoria do desenvolvimento cognitivo (Moschis & Churchill, 1978).
A teoria da aprendizagem social assume que as crianças aprendem as capacidades e os conhecimentos através de uma contínua e recíproca interacção com outras pessoas e com o meio. Para compreender este desenvolvimento é necessário conhecer os elementos com os quais o indivíduo interage (Bandura, 1977).
O modelo da socialização do consumidor desenvolvido por Moschis & Churchill(1978) integra a teoria da aprendizagem social e a teoria do desenvolvimento cognitivo. O modelo indica que a idade (desenvolvimento cognitivo) e a estrutura social (género, classe social, raça) são variáveis do processo de socialização. Neste sentido, a socialização envolve pessoas e instituições (agentes) que tem uma forte influência nas crianças. O processo de aprendizagem ocupa um lugar central no processo de socialização. Existem 3 modos de aprendizagem (Bandura, 1977): modelação, reforço e a interacção social.
O modelo de Moschis & Churchill (1978) foi testado em adolescentes com idade entre os 12 e os 18 anos de idade, em que os pais, os “mass media”, a escola e os pares foram os agentes de socialização considerados. As conclusões indicam que a família é o agente mais importante no ensino de motivos racionais e económicos do consumo, enquanto que os pares contribuem para a aprendizagem dos valores materiais e das motivações sociais. Os “mass media” também influenciam os valores materialistas e as motivações sociais do consumo.
A criança aprende progressivamente através de várias fontes, tais como a família, a escola, os amigos e os «media». Assim, as crianças aprendem a comportar-se como consumidores e a escolher a estratégia de compra a partir das observações dos
seus pais e amigos.
A família é o elemento primário que contribui para a formação das crianças e para o desenvolvimento do seu papel de consumidor.
Os grupos de amigos, os colegas de escola e os seus pares terão um papel importante neste processo. A escola enquanto lugar de aprendizagem, formação e educação permitirá analisar o desenvolvimento cognitivo das crianças e as interações que desenvolve com os seus pares.
Atualmente os «mass media» (para além da televisão destaca-se, cada vez mais, a internet) são uma porta aberta para o mundo e contribuem para a socialização das crianças.

### Perspectivas teóricas sobre o consumo das crianças
A socialização do consumidor é baseada em duas teorias de aprendizagem: a teoria da aprendizagem social e a teoria do desenvolvimento cognitivo.
Entre as perspectivas teóricas que têm sido utilizadas para explicar em que medida o consumo de determinados produtos pelos pares influencia o consumo desses produtos pela criança, destacam-se a teoria da aprendizagem social (Bandura, 1977),segundo a qual a observação do consumo de produtos entre os pares é um factor determinante do consumo desses produtos pela criança(aprendizagem por observação directa), e a teoria do desenvolvimento cognitivo (Piaget & Inhelder, 1966), a qual defende que a percepção da criança sobre o consumo dos pares encontra-se melhor correlacionada com o comportamento das crianças que o consumo dos pares.
A socialização do consumo é um processo através do qual as crianças desenvolvem as capacidades, os conhecimentos e as atitudes de compra (Moschis & Churchil, 1978). Das várias teorias que procuraram explicar a socialização do consumidor (teoria da aprendizagem social, as teorias desenvolvimentais e a teoria dos sistemas sociais), aquela que se mostrou mais referenciada nas investigações de Marketing foi teoria da aprendizagem social (Moschis & Smith, 1985), pois analisa a capacidade de um conjunto de agentes e forças ambientais de afectar um indivíduo (Bandura, 1969).
Segundo a teoria da aprendizagem social, os agentes de socialização e outras variáveis estruturais influenciam as atitudes e os comportamentos individuais (McLeod & O’Keefe, 1972). Neste processo poderemos encontrar 3 elementos: os agentes da
socialização, a estrutura social e o resultado (Bush, Smith & Martin, 1999). Os agentes da socialização transmitem normas, atitudes e comportamentos para um indivíduo, sendo o fenómeno da socialização desenvolvido durante as interacções entre o indivíduo e os agentes da socialização. As primeiras publicações sobre o comportamento do consumidor apresentam como principais agentes do processo da socialização do consumidor os pais (Ward, Wackman & Wartella, 1977), a publicidade televisiva (Adler, 1977), a escola e os grupos de pares (Moschis & Churchill, 1978).
O ambiente social onde se desenvolvem as interações entre os indivíduos e os agentes socializadores é um outro fator importante a considerar neste processo. Segundo Moschis & Churchil (1978) o ambiente social pode ser entendido como a estrutura social e inclui variáveis tais como a sexo, a dimensão do agregado familiar e a raça.
Por sua vez, Moschis & Smith (1985) refere que dever-se-á integrar nesta análise o resultado (consequência) produzido nesta interação. Na verdade, o resultado final do processo de socialização é a adopção de atitudes e comportamento que atestam a
capacidade do comprador.

#### A teoria da aprendizagem social
Os estudos que recorrem à teoria da aprendizagem social procuram explicar a socialização em função das influências externas sobre as pessoas. A teoria da aprendizagem social explica o consumo infantil mediante três conceitos: aprendizagem pela observação (modelagem), o reforço e as definições/expectativas atribuídas ao comportamento. O processo de aprendizagem por observação é designado de associação diferencial: o comportamento é associado a um modelo. Por exemplo, quando uma criança observa que um amigo se torna popular por vestir roupa de marca (ou trazer jogos para a escola), pode associar roupa de marca com ser popular, daí que emite o comportamento se desejar ser popular. O reforço social ocorre quando as consequenciais do comportamento, quer positivas (recompensas) quer negativas (eliminação dos aspectos aversivos) aumentam a probabilidade que este continue ou se repita. Neste exemplo, como o comportamento (uso de roupa de marca) é recompensado (percepção de popularidade), o uso é socialmente encorajado. Depois de um comportamento ter sido observado e/ou reforçado, é interiorizado na forma de uma definição (comportamento percepcionado como bom ou mau), a qual molda as expectativas e atitudes para esse comportamento (Howard, 1992).
Assim, a teoria da aprendizagem social salienta que o consumo é determinado pela aprendizagem por observação e imitação de modelos proporcionados pela família e pelo grupo de pares, os quais reforçam este tipo de comportamento.

#### A teoria do desenvolvimento cognitivo
Segundo a teoria da aprendizagem social, o comportamento é aprendido pela observação dos modelos, os quais podem exercer uma influência directa ou indirecta sobre o comportamento do indivíduo. Apesar de existirem dois tipos de influência (directa e indirecta) trata-se de um processo em que as variáveis grupais (nomeadamente o comportamento dos pares) determinam os comportamentos, as atitudes, os valores, as preferências, os interesses e as expectativas do indivíduo. Contudo, as variáveis grupais podem actuar indirectamente em virtude do papel das percepções na compreensão dos factores do meio envolvente.
A teoria do desenvolvimento cognitivo procura explicar o comportamento das pessoas com base nas mudanças cognitivas que decorrem entre a infância e a vida adulta.
A teoria do desenvolvimento cognitivo de Piaget & Inhelder (1966) permite concluir que as percepções acerca do comportamento dos pares (Percepções que reflectem a interpretação desse comportamento) são os melhores predictores do comportamento do indivíduo que o comportamento real dos pares (Iannotti & Bush, 1992), o que coloca em causa diversas teorias baseadas nos postulados da aprendizagem social (Iannotti et al. 1996) e justifica opções metodológicas (utilização do relato da
criança sobre o consumo dos pares/pais) da maioria dos estudos realizados neste domínio (e.g. Clasen & Brown, 1985; Stein et al., 1987; Fisher & Bauman, 1988; Dinges & Oetting, 1993).

## Segmentação do público
O público infantil não é homogêneo. A identificação de grupos menores com necessidades mais homogêneas (segmentos) é fundamental para a correta adequação dos produtos e da comunicação. Há vários critérios que podem ser usados na segmentação. Um dos mais importantes é a idade, pois ela define não só necessidades e desejos, mas também habilidades e capacidades da criança.

## Teoria dos Estágios
Piaget, psicólogo suíço (1896-1980), foi um dos primeiros a reconhecer que as crianças têm suas necessidades e habilidades definidas em grande parte por seu estágio de desenvolvimento biológico.
O desenvolvimento cognitivo é um processo de sucessivas mudanças das estruturas biológicas, evoluindo por estágios com idades mais ou menos determinadas. Entretanto, o mais importante é a ordem dos estágios e não a idade de aparição deles. 
Genericamente, podemos estabelecer os seguintes estágios, os quais têm implicações para o marketing e desenvolvimento de produtos:
- sensório-motor: 0 a 2 anos

Neste estágio, a partir de reflexos neurológicos básicos, o bebê começa a construir esquemas de ação para assimilar mentalmente o meio. Também é marcado pela construção prática das noções de objeto, espaço, causalidade e tempo. As noções de espaço e tempo são construídas pela ação, configurando assim, uma inteligência essencialmente prática. 
- pré-operatório: 2 a 7 anos

A criança deste estágio é egocêntrica, centrada em si mesma, e não consegue se colocar, abstratamente, no lugar do outro. Não aceita a ideia do acaso e tudo deve ter uma explicação (é fase dos "por quês"). Ela já pode agir por simulação, "como se". Possui percepção global sem discriminar detalhes. Deixa-se levar pela aparência sem relacionar fatos.
- operatório-concreto: 7 a 11 anos

Neste estágio a criança desenvolve noções de tempo, espaço, velocidade, ordem, casualidade, sendo então capaz de relacionar diferentes aspectos e abstrair dados da realidade. Apesar de não se limitar mais a uma representação imediata, depende do mundo concreto para abstrair. 
- lógico-formal: 11 a 15 anos

É neste momento que as estruturas cognitivas da criança alcançam seu nível mais elevado de desenvolvimento. A representação agora permite à criança uma abstração total, não se limitando mais à representação imediata e nem às relações previamente existentes. Agora a criança é capaz de pensar logicamente, formular hipóteses e buscar soluções, sem depender mais só da observação da realidade. 
- ACUFF, D. What kids buy and why: the psychology of marketing to kids. New York: The Free Press, 1997.
- AGANTE, Luísa (2000). "Marketing para Crianças". Tese de Mestrado em Economia, Faculdade de Economia do Porto
- AGANTE, Luísa (2008). "As Crianças e o Imaginário das Marcas". Proceedings do 4º Seminário de Marketing Infantil, Brandkey, Abril 2008
- AGANTE, Luísa (2009). "A Influência sobre as Crianças na Escolha de Marcas de Roupa e Calçado". Tese de Doutoramento em Gestão (especialidade em marketing), ISCTE
- BAILEY, Maria; ULMAN, Bonnie. Trillion-Dollars Moms: Marketing to a New Generation of Mothers. Kaplan Business, 2005.
- CARDOSO, António, Araújo, Mário e Coquet, Eduarda (2008). “Modelling  Children’s Choice Decisions   Of Clothing”. Journal of Fashion and Marketing Management. Vol. 12, Issue 12, pp. 415-428.
- CARDOSO, António e CAIRRÃO, Álvaro (2008). Os jovens universitários e o consumo sustentável. A sua influência na compra de produtos ecológicos, Revista da
- CARDOSO, António e TELLES, J. e (2007). A percepção do product placement e a sua influência no público infantil – Análise do Caso “Sozinho em casa 4”, In Martins, M.L.; Pinto, M. (orgs.)(2008) *Comunicação e Cidadania. Actas do 5º Congresso da Associação Portuguesa de Ciências da Comunicação* Braga: Centro de Estudos de Comunicação e Sociedade, Universidade do Minho, ISBN: 978-989-95500-1-8.Disponível on line [http://lasics.uminho.pt/ojs/index.php/5sopcom/article/viewFile/74/75
- CARDOSO, António (http://www.escpeap.net/conferences/marketing/2007_cp/Materiali/Paper/Fr/Cardoso.pdf
- CARDOSO, P., GAIO, S. & SEOANE, J.(Org)(2006. Jovens, Marcas e Estilos de Vida. Porto: Ed. Universidade Fernando Pessoa
- CARDOSO, António (2006). As atitudes materialistas das crianças e os valores procurados no vestuário. Revista da Faculdade de Ciências Humanas e Sociais, nº 3, pp. 63-77, Porto: Universidade Fernando Pessoa.Disponível on line [https://bdigital.ufp.pt/dspace/bitstream/10284/591/1/63-77FCHS2006-8.pdf
- CARDOSO, António (2005). Uma Perspectiva Parental sobre a Influência das Crianças na Compra de Vestuário, Revista da Faculdade de Ciências Humanas e Sociais, nº 2, pp. 162-190, Porto: Universidade Fernando Pessoa.Disponível on line [https://bdigital.ufp.pt/dspace/handle/10284/661
- CARDOSO, António, Araújo, Mário e Coquet, Eduarda  (2005). “Importância e Significado que as Crianças Atribuem ao Vestuário, às Marcas e à Moda – Recurso À Representação Gráfica”, XXVIII Congresso Brasileiro de Ciências da Comunicação da INTERCOM, Integrado no Núcleo Temático Publicidade, Propaganda e Marketing, do V Encontro dos Núcleos de Pesquisa da Intercom, Universidade do Estado do Rio de Janeiro (UERJ - Brasil).Disponível on line [http://en.scientificcommons.org/14921464
- CARDOSO, António (2004). Marketing de Vestuário de Criança: A relação das crianças com as marcas de vestuário, a moda e o estilo de vestir. (Tese de
- COFFEY, Tim; LIVINGSTON, Gregory. Marketing to the New Super Consumer: Mom & Kid. Paramount Market, 2005.
- FARINHA, Isabel.“Audiências Cativas”? - As imagens-marca no manual escolar, Colecção Media e Jornalismo, Editora Livros Horizonte, 2007.
- FARINHA, Isabel. "Audiências cativas" em espaço escolar? – o fenómeno das marcas-ilustração no manual escolar “, Comunicação Pública, vol. 3 (3),2006. Disponível on-line http://repositorio.ipl.pt/handle/10400.21/647.
- LINDSTROM, Martin; SEYBOLD, Patricia. BRANDchild: Insights into the Minds of Today's Global Kids: Understanding Their Relationship with Brands. London: Kogan Page, 2003.
- McNEAL, J. Kids as Customers: a Handbook of Marketing to Children. New York: Lexington, 1992.
- MONTIGNEAUX, Nicolas. Público-alvo: crianças - a força dos personagens e do marketing para falar com o consumidor infantil. Rio de Janeiro: Campus, 2003.
- MOREIRA, M. & CARDOSO, António, (2007). “A influência dos ídolos na preferência dos produtos e das marcas junto das crianças: uma revisão da literatura”, In Martins, M.L.; Pinto, M. (orgs.)(2008) *Comunicação e Cidadania. Actas do 5º Congresso da Associação Portuguesa de Ciências da Comunicação* Braga: Centro de Estudos de Comunicação e Sociedade, Universidade do Minho, ISBN: 978-989-95500-1-8.Disponível on line
- NOGUEIRA, L. & CARDOSO, António, (2007). “O Impacto das promoções na escolha das crianças”. apresentado nas XVII Jornadas HispanoLusas de Gestion Cientifica, Universidade de Rioja, Logrono (Espanha).Disponível on line [http://dialnet.unirioja.es/servlet/articulo?codigo=2232521
- RABELO, Arnaldo; BONFÁ, Sebastião et al. Licensing - Como utilizar marcas e personagens para agregar valor aos produtos.
- RABELO, Arnaldo; CARDOSO, António. Marketing Infantil - Como Conquistar a Criança como Consumidora. Disponível online (texto em desenvolvimento).
- RABELO, Arnaldo A.; SILVA, Fernando J. Desenvolvimento de Produtos Infantis a partir da Segmentação do Mercado. Assentamentos humanos, Marília, v. 7, n. 1, p. 81-91, 20